# Místní komunikace dočasně plnící funkci silnice
Místní komunikace dočasně plnící funkci silnice jsou od roku 1997 vybrané místní komunikace v hlavním městě Praze, které do dokončení dálnice D0 (původně silničního okruhu kolem Prahy) dočasně plní funkci silnic pro převádění vnější silniční dopravy po území hlavního města Prahy. Tyto místní komunikace byly v roce 1996 vymezeny usnesením vlády, které hlavnímu městu Praze přiznalo na tyto místní komunikace od roku 1997 státní dotaci. Za účelem evidence těchto dotací byly tyto úseky místních komunikací v příloze usnesení vlády neoficiálně označeny čísly obdobnými číslování silnic I. a II. třídy. V některých případech jde o místní komunikace přímo nebo nepřímo navazující na existující čí bývalý úsek silnice téhož čísla.
Tyto úseky pozemních komunikací a jejich čísla uvádí Ředitelství silnic a dálnic na svém geoportálu a jsou uváděny v mapových výstupech, které jsou na něm založeny. Kategorie „místní komunikace dočasně plnící funkci silnice“ je standardně obsažena v legendě mapových výstupů ŘSD zahrnujících Prahu i v popisu databází ŘSD.

## Historie
V souvislosti s přípravou nového silničního zákona (vyšel pod číslem 13/1997 Sb.) vláda České republiky 16. srpna 1995 přijala usnesení č. 455 k návrhu řešení správy a financování správy a údržby silnic na území měst. Toto usnesení pak změnila usnesením č. 511 z 10. října 1996. Tímto zněním vláda souhlasila s převedením 709 km silnic do sítě místních komunikací a jejich převodem do vlastnictví měst a s převedením 1006 km (v původním usnesení 1190 km, z toho 229 km na území hl. m. Prahy) silnic z vlastnictví měst do vlastnictví státu. Současně bylo stanoveno, že téměř všechny komunikace uvnitř silničního okruhu kolem hl. m. Prahy budou mít po jeho dostavbě charakter místních komunikací a budou tedy ve vlastnictví města. Bylo dohodnuto, že v návaznosti na postup výstavby okruhu bude upravován rozsah silnic na území Prahy v případech, kdy přestanou mít pro tranzitní dopravu význam. Tam, kde okruh povede po území hl. m. Prahy, budou silnice zakončeny napojením na okruh a zbývající část silnic směrem k centrum Prahy bude převedena mezi místní komunikace. Kde silniční okruh vybíhá mimo území hl. m. Prahy, měly být silnice dotaženy k hranici města nebo na dopravně důležitou křižovatku na území hl. m. Prahy. Dokud okruh není dobudován, plní jeho funkci zatím jiné silnice, na kterých jsou dočasně ukončeny jednotlivé radiální silnice.
Vzhledem k tomu, že u silnic nacházejících se uvnitř budoucího okruhu by podle uvedených zásad muselo dojít k dvojímu převodu vlastnictví a kategorie – nejprve z města na stát a pak postupně v závislosti na dokončování okruhu zase ze státu na město, seznala vláda takový dvojí převod velice komplikovaným a neodůvodněným. Proto ministerstvo dopravy v dohodě s orgány hl. m. Prahy vládě navrhlo oproti usnesení 455 z roku 1995 převést do vlastnictví státu jen ty úseky silnic, které mají zůstat silnicemi i ve výhledu, což bylo 44,6 km radiálních silnic. Ostatní úseky silnic na území hl. m. Prahy v délce 407 km měly být ponechány ve vlastnictví města a převedeny do kategorie místních komunikací.
Novelizačním usnesením č. 511 z roku 1996 současně vláda vyjádřila souhlas s poskytnutím účelově vázané dotace ze státního rozpočtu do rozpočtu hlavního města Prahy počínaje rokem 1997 na úhradu zvýšených nákladů na údržbu, opravy a výstavbu pozemních komunikací plnících do vybudování silničního okruhu kolem Prahy funkci silnic pro převádění vnější silniční dopravy po území hlavního města Prahy v délce 128,6 kilometrů. Ministr dopravy dostal tímto usnesením za úkol ve spolupráci s primátorem hlavního města Prahy provádět změny rozsahu těchto určených místních komunikací v závislosti na postupu výstavby silničního okruhu a dalších pozemních komunikací. Přílohou usnesení vlády byly tyto komunikace vymezeny i očíslovány čísly odvozenými z číslování silnic. Důvodem této evidence a tohoto číslování je, aby účelově vázané státní dotace bylo možné přiřadit jednotlivým komunikacím. Nejedná se o oficiální číslování, ale pouze o pomocné číslování, které má umožnit, aby tyto místní komunikace mohly být evidovány v systému pro evidenci silniční a dálniční sítě ČR.
Změna v silniční síti na území hl. m. Prahy, spočívající v degradaci 407 km silnic na místní komunikace, byla provedena rozhodnutím Ministerstva dopravy a spojů ČR čj. 26843/1997-120 ze dne 23. 12. 1997.
Na pozdější změny komunikační sítě v Praze již vláda změnou vymezení úseků místních komunikací dočasně plnících funkci silnice nereagovala. I když byl 19. září 2015 otevřen tunelový komplex Blanka, nový úsek nebyl mezi úseky dočasně plnící funkci silnice zařazen a naopak mezi nimi i nadále zůstaly povrchové úseky původních tras. Když byl k 1. lednu 2023 pražský úsek dálnice D1 překategorizován na místní komunikaci, rovněž nebyl zařazen mezi úseky dočasně plnící funkci silnice, zatímco navazující Severojižní magistrála i Jižní spojka mezi ně zařazeny jsou.
Hlavní město Praha 23. ledna 2023 rozhodlo, že do 30. června 2023 má být realizováno na značné části páteřních místních komunikací omezení vjezdu nákladních automobilů
s celkovou hmotností nad 12 t. K návrhu opatření podala společnost České přístavy, a.s. obsáhlé námitky, v nichž se odvolává na usnesení vlády vymezující místní komunikace dočasně plnící funkci silnice a označuje za absurdní, že omezení dopadá i na komunikace, které mají plnit funkci silnic I. třídy. Magistrát tyto námitky zamítl s tím, že opatření budou funkční, aniž by tím bylo zabráněno dopravní obsluze území hl. m. Prahy nákladními vozidly a tranzitu nákladních vozidel nad stanovenou tonážní mez do cílových míst po existujících alternativních trasách.

### Místní komunikace značené jako silnice I. třídy
V mapách ŘSD uváděno jako „místní komunikace dočasně plnící funkci silnice“:
- 5 – od křižovatky Vypich přes Motol a Stodůlky k dálnici D5 (Kukulova, část Bucharovy, Rozvadovská spojka) – relikt zaniklé silnice I/5, která již byla nahrazena dálnicí, takže silnice toho čísla již neexistuje
- 6 (+ větve 6A, 6B) – z Holešovic přes Letnou, Břevnov, Vypich a Řepy k dálnici D6 (Vrbenského, Partyzánská, U výstaviště, Veletržní, Milady Horákové, Patočkova, Bělohorská, Karlovarská); jeden z reliktů postupně nahrazované silnice I/6: silniční číslování povrchových komunikací v oblasti Holešovic je v mapách i nadále použito přesto, že dálková doprava již byla svedena do tunelového komplexu Blanka, kterému mapy „dočasnou funkci silnice“ nepřiřazují
- 7 – křiž. Prašný most, Svatovítská, Evropská k dálnici D0, na kterou v blízkosti navazuje pražský reliktní úsek silnice I/7, na který na hranici Prahy navazuje dálnice D7
- 8 (+ větve 8A, 8B) – Severojižní magistrála (5. května, Nuselský most, Legerova/Sokolská+Mezibranská, Wilsonova, Hlávkův most, Bubenské nábřeží, Za viaduktem, Argentinská, most Barikádníků, V Holešovičkách, Liberecká, Cínovecká); spojuje původní začátek dálnice D1 s pražským reliktním úsekem silnice I/8, na který na hranici Prahy navazuje dálnice D8. Pražský úsek dálnice D1 po převedení do kategorie místní komunikace k 1. lednu 2023 nebyl zařazen mezi místní komunikace dočasně plnící funkci silnice.
- 10 (+ větev 10A) – z křižovatky u Starého Hloubětína ulicemi Poděbradská, Chlumecká k dálnici D0, dále pokračuje jako II/611; jeden z reliktů postupně nahrazované silnice I/10, která po nahrazení dálnicí začíná až u Turnova
- 10M – Novopacká ulice z Klíčova (od Kbelské ulice) k začátku dálnice D10 (MÚK s dálnicí D0)
- 12 – z Běchovic (MÚK s D0) ulicemi Českobrodská, Starokolínská, Novosibřinská přes Újezd nad Lesy na hranici Prahy k začátku silnice I/12
- 29 – Barrandovský most, Jižní spojka, Štěrboholská spojka k dálnici D0. V minulosti byla jako silnice 29 označena Spojovací ulice v Praze, která propojovala silnice I/12 a I/10, avšak nebyla součástí I. ani II. okruhu.[3] Totéž číslo (I/29) však nověji nese i nijak nesouvisející silnice Písek–Oltyně.

### Místní komunikace značené jako silnice II. třídy
V mapách ŘSD uváděno jako „místní komunikace dočasně plnící funkci silnice“:
- 241 spojuje Vítězné náměstí ulicemi Jugoslávských partyzánů, Podbabská a Roztocká s křižovatkou Roztocké a Kamýcké ulice v Sedlci, kde navazují silnice II/241 a II/242 (v minulosti zřejmě k silnici II/241 patřila i Chotkova silnice, protože mostní galerie této komunikace, která dnes nese městské evidenční označení G-004, má v evidenci mostů uvedeno též dřívější číslo 241-000a)
- 243 je zahloubená ulice Spořilovská, která spojuje Michli (29) a Horní Roztyly (8). Oficiálně toto číslo II/243 nese silnice vedoucí od křižovatky se silnicí I/8 u Ďáblic přes Březiněves na Líbeznice
- 333 ze Štěrbohol (křižovatka s Jižní spojkou) ulicemi Kutnohorská a Přátelství na Říčany, od hranice Prahy a Říčan pokračuje jako silnice I/2; číslo 333 pochází z původního čísla silnice II/333, která byla v roce 1998 přečíslována na silnici I/2, nověji má číslo II/333 silnice Přelouč – Hradec Králové.
- 333M je spojka Uhříněves – Pitkovice – Čestlice ulicemi Ke kříži a K dálnici; spojuje fiktivní silnici II/333 s dálnicí D1
- 600 (ulice K Barrandovu) spojuje dálnici D0 s MÚK u Barrandovského mostu; žádná skutečná silnice toto číslo nenese
- 601 je část Průmyslového polookruhu (část ul. Průmyslové a ulice Kbelská); spojuje Městský okruh přes Hloubětín s fiktivní silnicí č. 8 (Cínoveckou ulicí) (na některých mapách je v úseku mezi Kolbenovou a Mladoboleslavskou ulicí přerušena úsekem číslovaným 610); žádná skutečná silnice číslo 601 nenese
- 610 se z mapy jeví tak, že jde pouze o sjezdové a nájezdové rampy mezi ulicemi Kbelská a Novopacká (propojení fiktivních silnic 601 a 10M), na některých mapách je tak označen celý úsek Kbelské ulice mezi ul. Kolbenovou a Mladoboleslavskou; skutečná silnice II/610 navazuje na hranici Prahy za Vinoří na pražskou Mladoboleslavskou ulici
- 611 je úsek Kolbenovy ulice mezi křižovatkami Nový Hloubětín a Lehovec; skutečná silnice II/611 začíná až na MÚK Chlumecké ulice a Pražského okruhu mezi Černým Mostem a Horními Počernicemi, mezilehlý úsek Chlumecké ulice je značen jako fiktivní silnice č. 10